# サイレントヒル アーケード
『サイレントヒル アーケード』(SILENT HILL: THE ARCADE)は、コナミデジタルエンタテインメントが製作したアーケードホラーガンシューティングゲーム。『サイレントヒル』シリーズ初のアーケードゲームである。

## 概要
e-AMUSEMENT PASSに対応しており、ゲームデータを記録したり、何度もプレイすることで新しいルートが出現したりといった工夫がなされている。ホラーゲームということで筐体には外部から視界を遮るカーテンが用意されている。5.1chに対応している。
2人同時プレイ可能。ステージ構成は過去のシリーズのマップを幾つか使っている。音楽や一部の敵も過去シリーズのものを使用している。
メインとなる武器はオートマチック式の拳銃であり、弾倉内に9発、薬室内に1発が装填される。その為、10発撃ち切ったあとのリロードでは9発しか装填されず、10発分装填する為には二回のリロードが必要。放置されている散弾銃もしくはライフルを拾って使用する事も可能だが、規定弾数しか装填されていない使い捨てであり、拳銃よりも連射性は低く、使い難い。筐体のコントローラーに赤いオプションボタンが付いているが、現時点での使用用途は不明。
倒したクリーチャーの亡骸、死んでいるクリーチャー、クリーチャーの持っている武器、レッド・ピラミッド・シングの頭には撃ち込み点が存在し、撃っていくごとにコンボとスコアが上がっていく。
2007年12月中旬に仕様が一部変更され、弾切れ時のリロードが自動になったり一部の敵の弱体化が図られた。
ストーリーは実質的には『2』のスピンオフのようなもので、舞台も同じくトルーカ湖南岸の「サウスヴェイル地区」である。

## ストーリー
1918年11月。サイレントヒルの中央に位置し、町の主要な観光資源ともなっているトルーカ湖。その湖を移動する船「リトル・バロネス号」は二度と戻ってこなかった。乗組員、乗客合わせて14名もまた、生存者どころか、その死体すら発見されていない。そして75年後。エリック、ティナら大学のオカルトサークルの面々は、静かな観光地に伝わる数々の伝承、特に数多くの死者が眠ると言われるトルーカ湖にまつわる噂に強い興味を持ち、週末の連休を利用してサイレントヒルにやってきた。
翌朝、謎めいた悪夢にうなされるエリックが目を覚ますと仲間たちの姿が消えていた。エリックとティナは仲間たちを探すべく、拳銃を手にして霧に包まれた無人の街へと歩き出した・・・

## 登場人物
エリック・レイク(Eric Lake)
主人公の一人。ポートランド在住の大学生。左利き。幼少の頃はサイレントヒルに住んでいたが、両親に先立たれたため現在は外部に住んでいる伯父伯母の下で暮らしている。曽祖父は失踪したリトル・バロネス号の船長だった。そのためトルーカ湖にまつわる伝承に強い興味を持っている。
ティナ(Tina)
主人公の一人。エリックと同じくポートランド在住の大学生。教師を目指して教育学部で勉強中。エミリーとはメールフレンドであり、今回サイレントヒルに来た彼女の目的は、エミリーに会うためだった。
エミリー・アンダーソン(Emilie Anderson)
サイレントヒルのミドウィッチ小学校に通う9歳の少女。歴史資料館館長・フランクの一人娘。学校でコンピューターの授業でメールをはじめ、ティナと友達になる。
異界でクリーチャーに襲われていた所をエリック達に助けられて以降は行動を共にし、いなくなったという母を探す。
実は母親は強盗に殺されており、そのショックで精神病院に通っていた過去を持つ。その時からハンナの思念と同化しつつあり、異界では時折自身をハンナと思い込みながら、母の姿を探し求めていた。
ハンナ(Hanna)
失踪したリトル・バロネス号に乗り合わせた少女。病弱であり、母親の看護を受け続けていた。
母にトルーカ湖へと突き落とされ、その際に「腕」によって水底に引きずり込まれた事で憎悪に取り込まれ、更にその際に腕が放った光はリトル・バロネス号も沈没させてしまった。
本作のキーパーソンであり、最終ボス。
フランク・アンダーソン
エミリーの父親で、歴史資料館館長。妻を強盗に殺されて、残された幼い一人娘のエミリーを大切に育てている。
ビル
ジェシー
ライアン
ジョージ
主人公達の友人でオカルトサークルのメンバー。負傷してモーテルに残ったビル以外は、裏世界に引き込まれて強敵に襲われたり、捕らえられている。救出できなければ殺害されてしまう。彼らを全員助けなければGOOD ENDに到達する事は出来ない。
船長
リトル・バロネス号の船長であり、エリックの曾祖父。1919年に、船ごと行方不明となった。
UFOエンディングでは何故か生きており、「イカす新しい船」であるUFOに乗ってエリック達の前に現れ、エミリーとハンナを連れ去ってしまう。
ロレンヌ
ハンナの母親であり、娘と共にリトル・バロネス号に乗船していた。看護疲れか娘を楽にしようとしたのかは明かされないが、ハンナを湖に突き落とした張本人であり、一連の事件の原因となった人物と言える。

## クリーチャー
雑魚クリーチャーとボスクリーチャーに分けて記述する。/で区切ってあるものは左が日本語版での名称で、右が英語圏名。

### 雑魚クリーチャー
ガムヘッド（Gumhead）
『4』に登場したクリーチャー。ゲーム中では最初に遭遇する。序盤から大量に出現。武器などを持っていない一般的なクリーチャーで、大の男に短く細い尻尾が生えたような形で灰色で両生類のような模様をしているが、白い色で模様の異なるニュータイプも居る。
ダブルヘッド（double heads/Split Head Groaner）
『3』に登場した頭部が左右に分かれた犬型クリーチャー。序盤から大量に出現。素早い動きで噛み付いてくる。
ハマー（Hammer/Raven Bat）
『4』に登場した蝙蝠の体に鳥の頭の様な姿をしたクリーチャー。序盤から暗室あたりで大量に出現。空中を飛び回り、鋭い嘴で攻撃してくる。小さいクリーチャーだが意外に耐久力がある。弱点は頭部。
ナース（Nurse/Dark Nurse）
看護婦タイプのクリーチャー。のっぺらぼうの顔に、おかっぱの髪が生えており、ナース服は『3』のナースと同じ。鉄パイプで殴りかかってくるタイプ、拳銃を撃って遠距離から攻撃してくるタイプ、素早い動きで這いずり回るタイプ、無装備でビンタ攻撃をする4タイプがいる。病院以降から大量に現われる。
スクレイパー（Scraper）
『3』に登場したクリーチャー。素早い動きで接近し、両手に持った刃の付いたトンファーのような武器で斬り付けて来る。序盤から登場。蹴りをして来る事も有り、集団で登場することもある。武器で防御することもある。
インセインキャンサー（Insane Cancer）
『3』に登場した巨漢の人型クリーチャー。でっぷり太ったのっぺらぼうのような姿をしており、かなりの弾数を撃ち込まないと攻撃を止める事ができない耐久力が脅威。大きな腕で殴ってくるが、弱点である頭のような部分を撃てばほぼ一撃で倒せる。
トードストゥール（Toadstool）
『4』に登場した植物のようなクリーチャー。地面や死んでいるクリーチャーから無数に生えている。中盤から出現。自由に動ける訳ではないが、突如生えてくることもあり、突きで攻撃してくる。一匹を倒せば周りに居る幾つかの個体も死亡する。
ナムボディ（Numb Body）
『3』に登場した人間の下半身のようなクリーチャー。後半から登場。体当たり攻撃をしてくるが、『THE ARCADE』では下半身の切断されたような部分の小さな穴からは酸液を飛ばして攻撃してくるという新しい攻撃もする。酸液は撃つことにより相殺が可能。
ロビー（Robbie/Robbie the Rabbit）
『3』に遊園地のマスコットのような存在として初登場した、口の部分に血のような跡がついたピンク色のうさぎの着ぐるみの姿をしたクリーチャーで、遊園地ステージの辺りから大量に登場する。クリーチャーとして登場するのは今作が初であるが、存在自体は『3』の遊園地ステージに着ぐるみとして登場していた。また、本作のあるエンディングにも登場し、ファミコン版『グラディウス』の腕前を披露している。続編の『4』には、アイリーンの部屋の人形や気球として登場する他、特別サイトである『SH2004.com』内においてはサイトの案内人を務めており（現在サービスは終了）、『4』の世界観を広げる役割を担っていた。ジョシュアの持っているマスコット人形として『HOMECOMING』にも登場していたこともあり、更に『ブックオブメモリーズ』では武器として登場するなど、三角頭と比肩しうるほど出番は多い。
一人称が「ぼく」であることや、ロビー"君"という名がついていたことから、男の子として作られたマスコットのようであり、本人曰く「遊園地が潰れたからって働いていないわけではない」らしく、荷物運びの仕事をしていた事もあり、その仕事がミニゲームとして遊ぶ事もできた。更にサイレントヒルのメールマガジンは彼が書いていると言う設定があり、送られてくるメルマガの最後は「君の道しるべ ロビーより」で締められている。
クリーチャーとしては斧を持っているタイプ、チェーンソーで切りかかってくるタイプ、ライフルを撃って遠距離から攻撃してくるタイプの計3タイプがおり、特に斧を持っているものは切りかかってくるだけでなく遠距離から投げてもくる。不気味な金切り声を上げ、着ぐるみなのになぜか出血する。初出の時はチェーンソーを装備していて、主人公を見つけた途端不気味な金切り声を上げて襲い掛かってくる。
開発元が同じコナミの恋愛シミュレーションゲーム『ときめきメモリアル4』にも、作中に登場するヒロインの1人・大倉都子の攻略過程を進めると、ロビーをモデルにしたうさぎのぬいぐるみが登場する（声を演じているのは声優の福圓美里）。これは『ときめきメモリアル4』のキャラクターデザインを担当した大塚あきらが『サイレントヒル』の大ファンであり、大塚が『サイレントヒル』の開発スタッフにロビーの登場の交渉をしたことで実現した。ただしゲームで使用されているグラフィックは『サイレントヒル』のものと異なり、『サイレントヒル』の開発スタッフがロビーのデザインをアレンジしたものが使用されている。ロビーと同じく一人称は「ボク」であり、言葉遣いが異常に悪く主人公を「セニョール」や「おめー」と呼ぶ。このうさぎとのバトルに勝利すると（バトルの敵キャラクターとしては最強）、「ノイズの聞こえるラジオ」・「謎の三角帽子」など、『サイレントヒル』を連想させるアイテムを入手することが出来る。
同じく開発元が同じコナミのゲーム『メタルギアオンライン』にも、ロビーの着ぐるみの頭部が装備として登場する。2011年はうさぎ年ということで、全プレイヤーに無料配布された。
UFO
それっぽい大きな効果音と共にいきなり現れる小さな謎の未確認飛行物体。攻撃は一切せず無害で、一発撃ち込むと爆発する。如何も2周目以降に現れる様である。全て壊すと隠しエンディングが観られる。

### ボスクリーチャー
レッドピラミッドシング（Red Pyramid thing/Red Pyramid (Pyramid Head)）
『2』や映画版にも登場した三角頭のクリーチャー。動きは遅いがパワーがあり、主に持っている大鉈を使って攻撃してくる。一撃でも受けると瀕死になりかねない。弱点は胴体で、これには背中も含まれるが、肩や脇腹等を撃ってもクリティカルにはならず、よく狙って当てないとクリティカルにはならない。映画版と同じくクリーパーも引き連れており、追跡されている間も油断はできない。2度戦うことになるが、1度目ではジェシーを襲う為、ダメージを与えてこちらに振り向かせないとジェシーが殺害されてしまう。クリアすると、このボスの正体が換気扇のプロペラファンだったことが明かされる。2度目では大量のクリーパーがおらず、ほとんど1対1（もしくは1対2）の戦いになる。ボスの中では完全に倒すことができない。今作ではエミリーのトラウマが引き金となって復活した。
アックスハンド（Axe Hand/Guardian）
シリーズ初登場クリーチャー。巨大な翼竜の様な姿をしており、右手がその名のとおり斧の様になっている。自由自在に空を飛び、噛み付き、左手と両足の爪、そして右手の巨大な刃で攻撃してくる。攻撃モーションが遅く、攻撃する前によく低音ノイズの様な声を出す。弱点は胸にある紫色の剥き出しの心臓。最後はエリックとティナとの激しい死闘の末に敗北し、病院の屋上から落下した。
グリーディーワーム（Greedy Worm）
『4』で登場した大型ミミズのようなクリーチャー。中盤のみ登場。家庭用ゲーム版では無害であったが、本作では攻撃してくる。主に噛み付き攻撃をするが、口の中を数発撃てば攻撃を阻止できる。口の当たり判定が大きい。レッドピラミッドシング同様完全に倒すことはできない。
スプリットワーム（Split Worm）
『3』に登場した硬い皮膚に覆われた巨大なヒルのようなクリーチャー。頭部が縦に裂け、中に人のような口が覗く。この口が弱点でもある。裏世界の液体で満たされたプールを自由自在に泳ぎ回り、噛み付いて攻撃してくる。プールからレッドトリーマーやブルートリーマーが襲い掛かってくることもある。大きなダメージを受けると最後の突撃を仕掛けてくるが、その回避に失敗するとライアンが死亡してしまう。
エミリードール（Emilie Doll/Marionette）
シリーズ初登場の巨大な女性の人形の様な姿をしたクリーチャー。顔はエミリーに似ているが、身体の各所から棘が生えている。普段は人形的な動きだが、蜘蛛かゴキブリを連想させる素早い動きを見せ、長い腕を利用した鋭い爪での攻撃をしてくる他、口からクリーパーを吐き出してくることもある。弱点は頭全体。これには後頭部も含まれる。戦闘中には制限時間が表示され、それがゼロになるとジョージが死亡してしまう。敗北後、バラバラになった。
ハンナ（Hanna/Phantom）
シリーズ初登場。今作に登場するクリーチャーの中ではもっとも巨大であり、醜い少女の顔の様な姿をしている。ハンナの憎悪思念が具現化したもので、エミリーを取り込んでいる。口の中から出てくる巨大な腕、無数の髪、口からの酸液連吐で攻撃してくる。弱点は無いが、どこを撃っても当たる。手から伸びる腕の攻撃は他の攻撃よりモーションが長い。髪攻撃は1本に付き一発撃ち込めば止められる。酸液は撃ち落とせる。
途中で伸びてきた腕を全滅させたか否かで、バッドエンドがグッドエンドと分岐点となるため、倒しても普通のゲームオーバー扱いされることもある。
ハンドオブファントム（Hand of Phantom）
シリーズ初登場（ただし、『2』でその存在を匂わせる文章を読める）。湖に眠る死者の怨念が、仲間を増やそうと伸ばす腕。ハンナを憎悪に引き摺り込んだ元凶であり、リトル・バロネス号消失を引き起こした真犯人でもある。最終決戦の途中で現れ、これを全滅させたか否かでエンディングが分岐する。

## エンディング
グッドエンド
全ての元凶であった腕を倒した事でハンナとリトル･バロネス号の人々の魂も解放され、エリック達は全員無事に元の世界に帰還する。
仲間を全員救出し、ラストバトルにてHand of Phantomを全滅させてからハンナを倒すと分岐する。
ノーマルエンド
憎悪の根源を断ち、エリック、ティナ、エミリーと生き残った仲間は元の世界に帰還したが、死んだ仲間は帰ってこなかった。
仲間を1人でも死なせ、ラストバトルにてHand of Phantomを全滅させてからハンナを倒すと分岐する。
バッドエンド
ハンナを倒したエリックだったがエミリーは目覚めず、気が付くとティナも仲間達も消え失せ、ただ1人トルーカ湖畔に居た。ラジオから母を呼ぶエミリーの声が響き、そしてハンナの「どうして助けてくれなかったの？」という声が聞こえる。
ラストバトルでHand of Phantomを全滅させずハンナを倒すと分岐する。
UFOエンド
ハンナの巨体を割って突如UFOが乱入する。乗っていたのはなんと死んだはずのエリックの曽祖父だった。しかも彼こそが黒幕であり、エミリーもハンナも彼が率いる宇宙人に攫われてしまったという。宇宙に去っていくUFOを追って、エリックとティナは何故かそこにあったビックバイパーで飛び立つ。そして画面は唐突にロビー君がプレイするファミコン版グラディウスに変わり、スタッフロールが流れる。最後はビックバイバーがビッグコアを撃破して終わる。
2周目に現れるUFOを全て破壊すると分岐する。